# New Atlantis
New Atlantis es una empresa audiovisual española, ubicada en Madrid perteneciente a Grupo Secuoya, dedicada a la producción de documentales, programas de entretenimiento y ficción. Fue fundada en 1999 adquiriendo relevancia en sector audiovisual español y en la distribución internacional.

## Documentales
En la producción de documentales New Atlantis cuenta con más de 300 títulos que tratan los más diversos temas: naturaleza, vida salvaje, historia, ciencia, sociedad y cultura. La comercialización de los mismos se realiza mediante la participación en diferentes eventos de presentación de producción audiovisual como MIP TV, MIPCOM, ASIA TV FORUM, MIAMI, BERLINALE. 
Los productos de esta empresa son adquiridos por televisiones de más de 80 países y participa en instituciones tan prestigiosas como CERN, el Museo de las Artes de Valencia, Terra Natura, La Asociación Española de Cine Científico o el sello editorial Muy Interesente

### Premios obtenidos en documentales
Las producciones de New Atlantis han sido premiadas en diversas ocasiones. Estas son:
- Premio Goya al mejor cortometraje documental con  "Héroes, no hacen falta alas para volar". Este documental ha obtenido más de 40 premios en diferentes certamnes internacionales, entre otros en  Karlovy Vary film festival, I’ve seen, Latino film festival de USA y ÉCU European independent film festival.
- Premios Leo, Gemini Awards, Telly Award y New York Festival para la serie documental "Los archivos secretos de la Inquisición".

- Mejor fotografía en Documentadrid para la serie documental La llamada de "África".

- Medalla de bronce en el New York Festival para el documental "Mantis".

- Mención especial en la Bienal de cine científico para el documental "La sexta extinción".

- Premio al mejor documental de naturaleza en el festival Telenatura  para "Mimetic".

- Premio finalista del Japan Prize para el documental "Cerebro, último enigma en el aniversario".

## Programas
Otra de las líneas de producción de New Atlantis es la de programas de televisión. Este producto tiene como mercado natural las televisiones del estado español, algunos de ellos son:
- Madrid opina para Telemadrid, del año 2006 a la actualidad. Es un programa de debate presentado por Ernesto Sáenz de Buruaga

- Babelmania para Telemadrid, del año 2007 al año 2008. Es un magacín de viajes y curiosidades de todo el mundo.

- Planeta Jay para Castilla-La Mancha Televisión, en el año 2008. Es un magacín sobre curiosidades del mundo animal y la naturaleza.

- En persona para Telemadrid, del año  2007 al año 2008. Es un programa semanal de entrevistas a personajes influyentes realizadas por Ernesto Sáenz de Buruaga.

- GPS: Testigo directo para Antena 3, durante el año 2008. Es un magacín de viajes y curiosidades de todo el mundo.

- Españoles en el mundo para La 1, del año 2009 a la actualidad. Es un programa semanal donde conocemos diferentes ciudades del mundo de la mano de españoles.

- Impares para Antena 3, durante el año 2010. Serie de televisión en la que una serie de personajes ficticios recurren a una agencia de contactos de Internet para intentar encontrar pareja.

- Policías en acción es un programa de televisión que mezcla los géneros documental y telerrealidad. Se trata de la adaptación española del formato estadounidense COPS, que sigue y graba a agentes de policía de diversas ciudades de España durante las patrullas y otras actividades policiales, recogiendo cada semana entre siete y nueve casos. Policías en acción en La Sexta No obstante, el formato español cuenta con numerosas diferencias con respecto a COPS.

## Programas de ficción
También viene producciéndo programas de ficción, pequeñas teleseries, películas y adaptaciones teatrales.
- El castigo es una miniserie basada en hechos reales y dirigida por Daniel Calparsoro que obtuvo un gran éxito de audiencia (Antena 3, diciembre de 2008)

- Bienvenido Mr. Marshall es la adaptación teatral y musical de la conocida película de Luis García Berlanga y Juan Antonio Bardem (Teatro  Principal de Valencia, 2008)

- Impares es una comedia de relaciones personales que gira en torno a una agencia de búsqueda de pareja (Antena 3, Antena.Nova y Antena.Neox, Paramount Comedy, 2008)

- Impares Premium es el spin-off de Impares  (Neox, 2010)

- La carta esférica es la película basada en la novela de Arturo Pérez-Reverte que lleva el mismo título. New Atlantis fue productora asociada del largometraje.

- Vive cantando Es una serie de televisión producida por Doble Filo (Grupo Secuoya) para el canal Antena 3. Se trata de una comedia dramática.

- Víctor Ros es una serie de televisión española cuya emisión comenzó el 12 de enero de 2015 y está basada en las adaptaciones de algunos de los casos del detective homónimo creado por Jerónimo Tristante, y producida por New Atlantis para TVE. Un tercio de la producción es producida por Telefónica y el resto por TVE.

- Apaches es una serie, de una sola temporada, basada en el libro homónimo y adaptada por el propio autor Miguel Sáez Carral. Producida por New Atlantis para la cadena española Antena 3, fue estrenada en 2017  y está protagonizada por Alberto Ammann, Paco Tous, Verónica Echegui y Eloy Azorín entre otros. La serie se podrá ver en Netflix tras su emisión en Antena 3.

- Algo que celebrar (serie de televisión) es una serie de televisión española de comedia de Antena 3, producida por Grupo Secuoya y que fue estrenada el 7 de enero de 2015 y su último capítulo fue emitido el 25 de febrero de 2015. Fue protagonizada por Luis Varela, Elena Irureta, Alejo Sauras y Norma Ruiz.